# Улица Бурцева
Улица Бу́рцева — улица в Кировском районе Санкт-Петербурга. Пролегает параллельно проспекту Ветеранов к северу от последнего. Соединяет проспект Маршала Жукова и улицу Солдата Корзуна. Протяжённость — 960 м.

## История
Улица заложена в январе 1969 года. 20 января того же года названа в честь героя Великой Отечественной войны Фёдора Михайловича Бурцева.

## География
Изначально улица соединяла проспект Маршала Жукова и небольшой проезд, выходивший восточнее дома 19 к проспекту Ветеранов. 6 декабря 1976 года, когда была завершена постройка одноимённого пешеходного моста (моста Бурцева), улицу продлили до улицы Солдата Корзуна.

## Здания и сооружения
- дом 6 — ГДОУ Детский сад № 43 Кировского района
- дом 9 — ГОУ СОШ № 254 Кировского района
- дом 12 — ГОУ СОШа № 240 Кировского района
- дом 20 — негосударственное религиозное образовательное учреждение «Гурукула Бхактиведанты» (ведическая гимназия Санкт-Петербурга) (кв. 147)[4]
- дом 23 лит. А — универсам «Пятёрочка»
- Храм Святых Царственных Страстотерпцев

## Транспорт

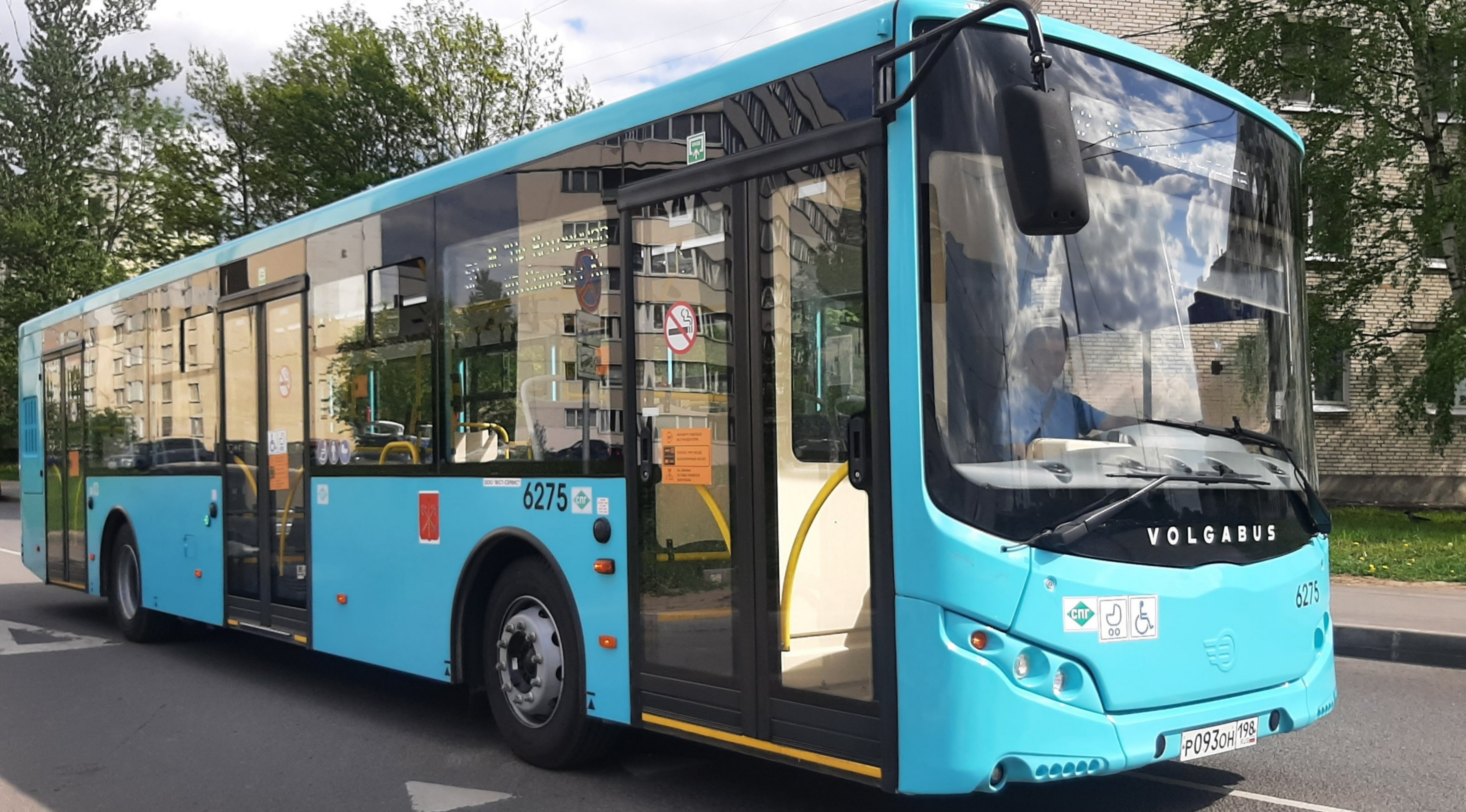
Volgabus-5270.G4 СПГ, маршрут № 52

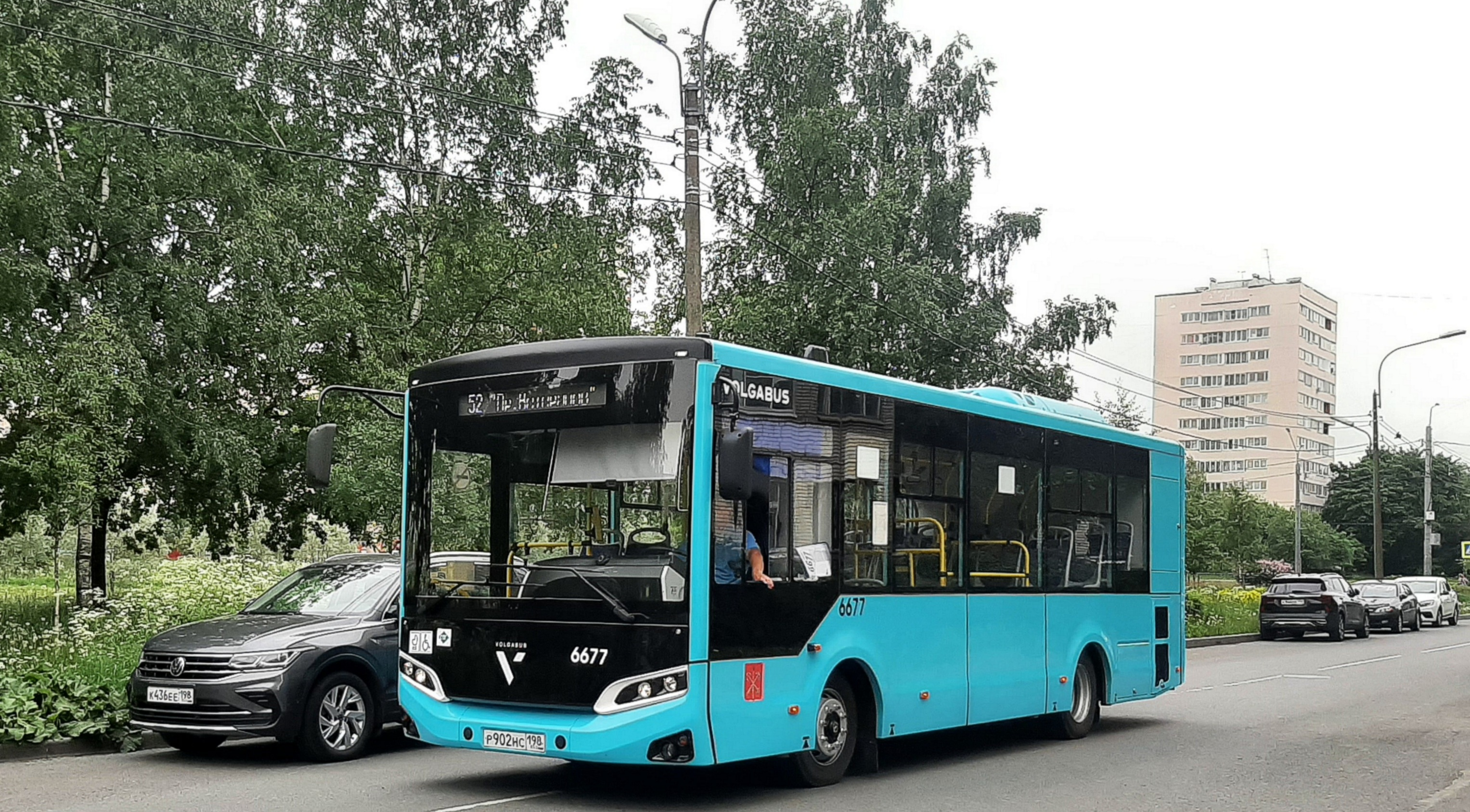
Volgabus-4298.G4 СПГ, маршрут № 52

- Метро: «Проспект Ветеранов» (1980 м)
- Троллейбусы: № 48
- Автобусы: № 20, 52, 108, 229, 546
- Трамваи: № 52
- Ж/д платформы: «Ульянка» (1400 м)

## Пересечения
- улица Солдата Корзуна
- проспект Маршала Жукова

## Интересные факты
Сервисы Яндекс.Карты и Google Maps выдают географию улицы по состоянию на период до 1976 года, то есть магистраль улицы Бурцева продолжается безымянным проездом, а не пешеходным мостом (см. раздел «География»).